# Buddhabrot

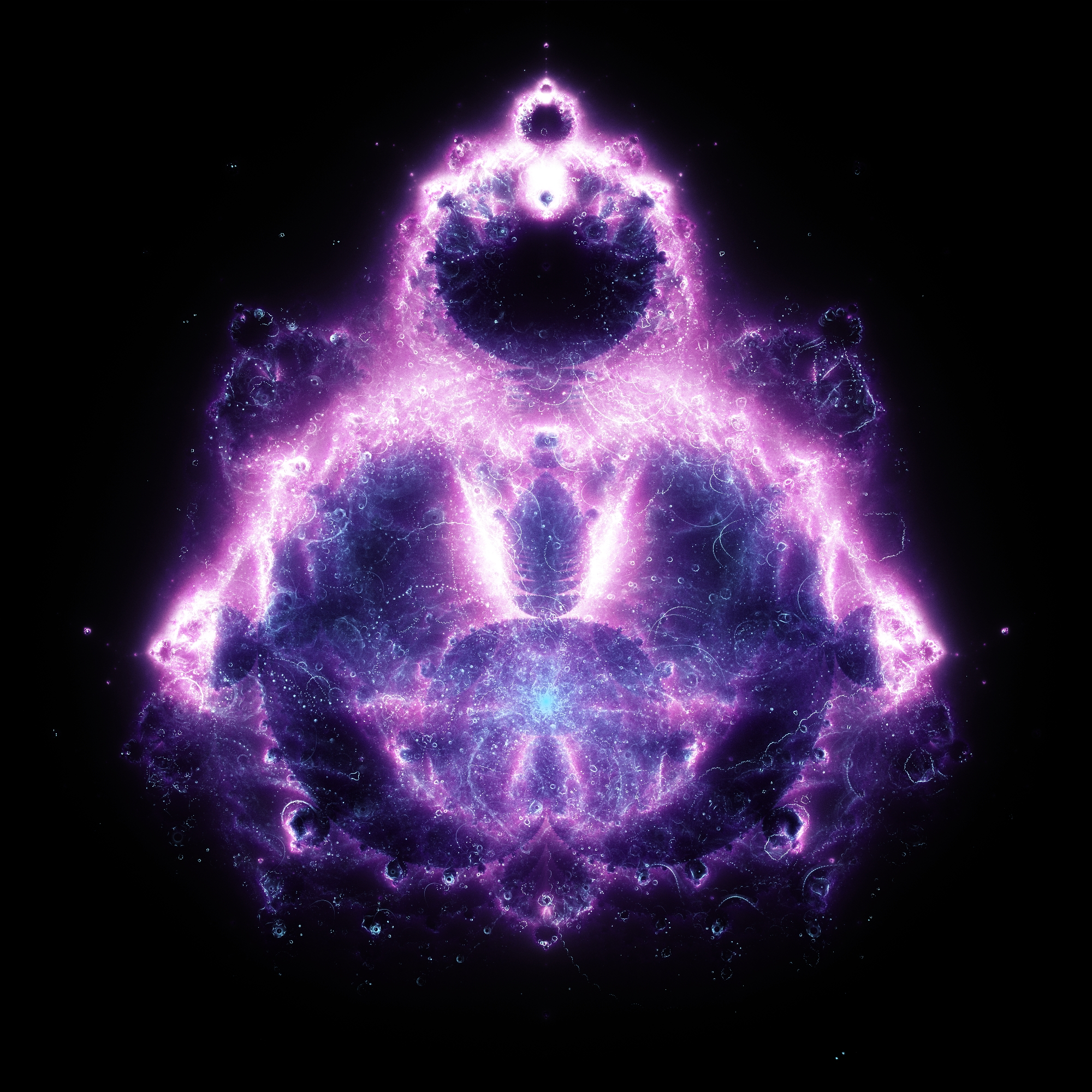
Buddhabrot com muitas iterações

O Buddhabrot é uma representação gráfica especial do Conjunto de Mandelbrot que, quando girada da forma tradicional, se assemelha a algumas representações do Buda (em inglês Buddha, de onde o nome). Quando visto de ponta cabeça lembra vagamente um rosto humano com óculos triangulares sobre os olhos.

## Descoberta
A técnica de representação gráfica do Buddhabrot foi descoberta e depois descrita numa mensagem à usenet de 1993 por Melinda Green (na época conhecida por Daniel Green).
Pesquisas anteriores já haviam chegado bem perto de encontrar a mesma técnica do Buddhabrot. Em 1988 Linas Vepstas havia enviado imagens do Buddhabrot para Cliff Pickover, a serem incluídas no seu livro Computers, Pattern, Chaos, and Beauty. Essa imagens levaram a descoberta dos Pickover stalks. Entretanto estes pesquisadores não filtraram as trajetórias sem escape, o que seria necessário para dar a aparência nebulosa típica da arte Hindu. Green deu inicialmente o nome de Ganesh ao Buddhabrot já que um de seus colegas Índiano logo reconheceu a figura como o deus Ganesha, que possui uma cabeça de elefante. O nome Buddhabrot foi cunhado mais tarde por Lori Gardi.

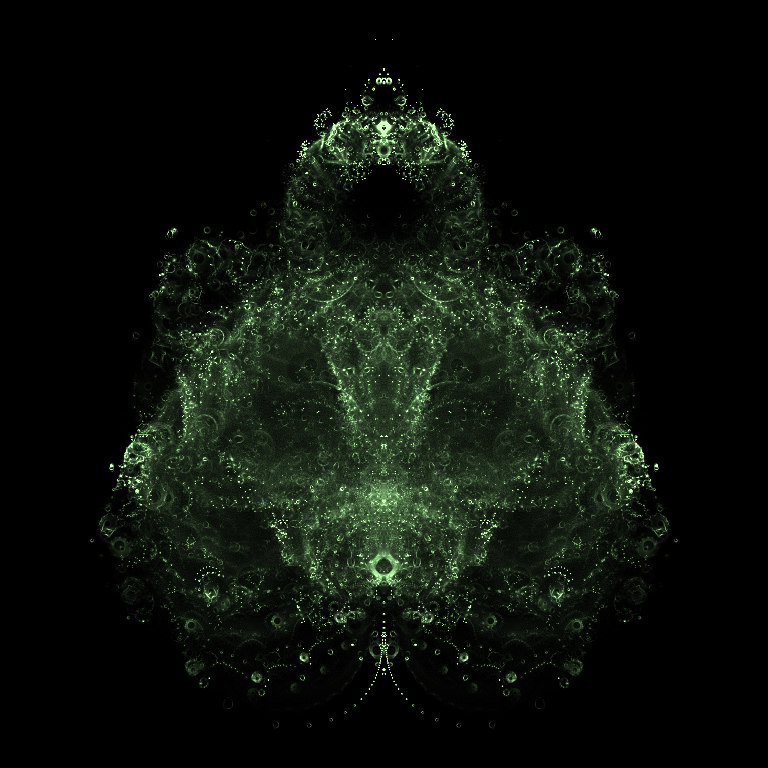
Buddhabrot mostrando apenas escapes lentos

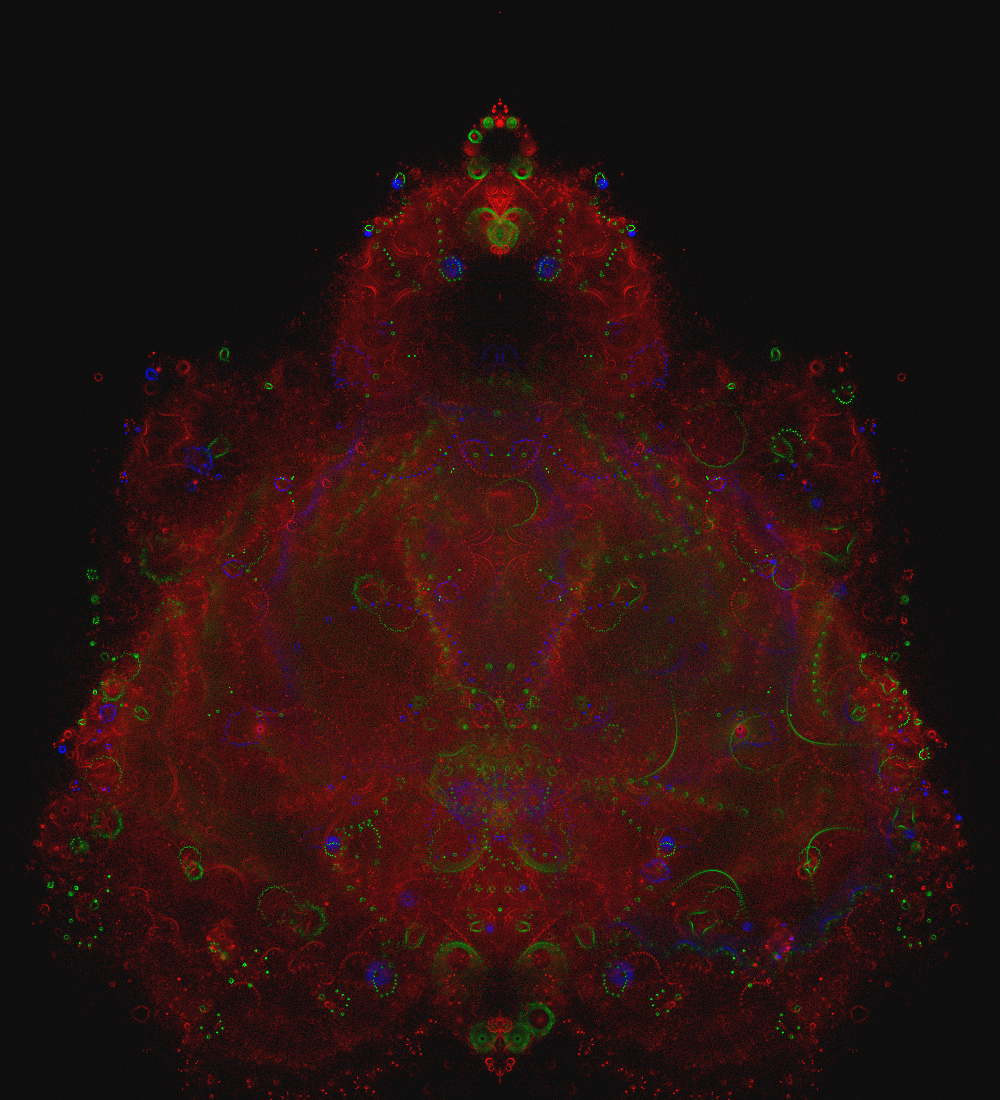
Buddhabrot in RGB

## Método de representação gráfica
Matematicamente o conjunto de Mandelbrot consiste no conjunto de pontos c no plano complexo para os quais a seqüência iterativa definida por:
{\displaystyle z_{n+1}={z_{n}}^{2}+c}
com z0 = 0 não tende a infinito.
O Buddhabrot, entretanto, é representado ao se criar um vetor bidimensional de contadores, um para cada pixel da tela. Então um conjunto aleatório (ou homogêneo, dependendo da implementação) de pontos de amostragem c é iterado na função de Mandelbrot. Para os pontos que escapam num dado número de iterações (ou seja pontos que não fazem parte do conjunto de Mandelbrot) os contadores correspondentes aos pontos zn de cada iteração são incrementados para cada vez que zn for igual a posição do contador.
Após a iteração sobre um numero grande de pontos em c as cores (ou as cores e a intensidade) dos pixels são escolhidos com base nos valores de cada contador.

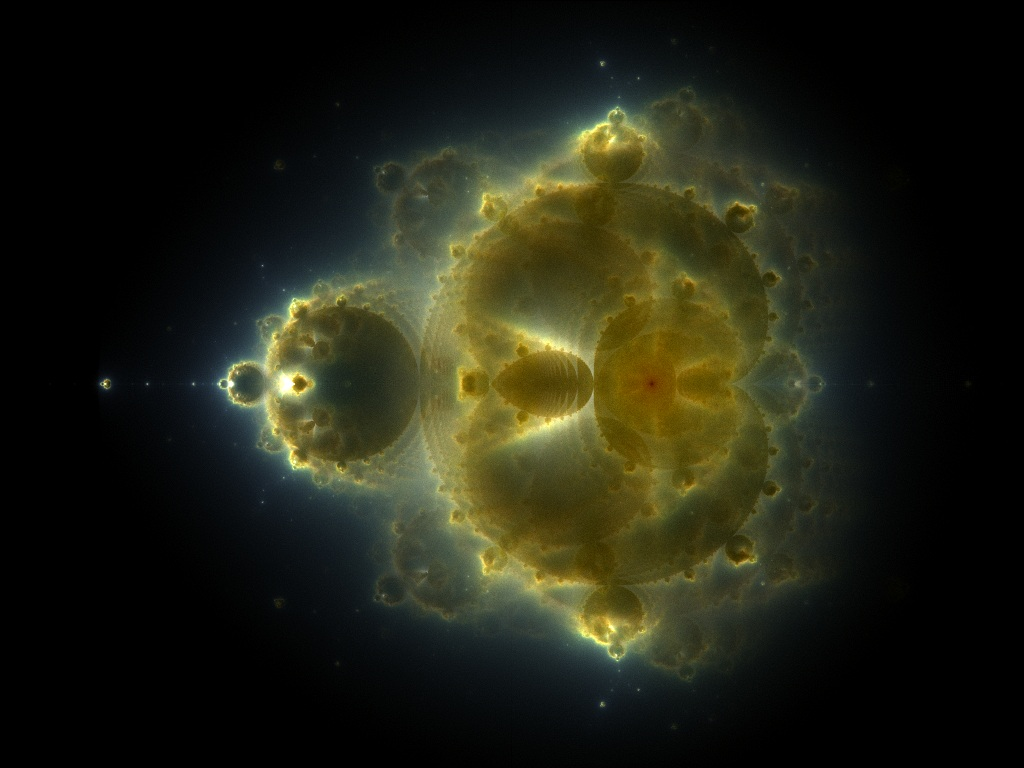
Nebulabrot

## Nuances
O número de iterações escolhido para determinar a convergência do conjunto de Mandelbrot tem um grande impacto na aparência da imagem. Valores maiores tendem a dar uma aparência mais "religiosa" já que com poucos pontos tem-se um caminho maior percorrido na imagem antes do escape. (Com um número menor de iterações estes pontos não pertenceriam ao conjunto de escape e seriam filtrados da imagem).
É também possível utilizar apenas os pontos c que precisaram de muitas iterações para escapar. Isso remove o efeito nebuloso, mas dá uma imagem com maior qualidade de detalhes.
Outra possibilidade (geralmente a mais usada) é de se usar uma imagem composta de diferentes cores correspondentes a faixas complementares de número de iterações. Por exemplo, combina-se uma imagem vermelha com 2000 iterações, uma verde com 200 a 2000 e uma azul com menos de 20. Estas imagens foram cunhadas de Nebulabrot, por se assemelharem a imagens de Nebulosas.
Por fim, é possível considerar apenas os caminhos dos pontos c que pertencem ao conjunto de Mandelbrot. Esta imagem é chamada de Anti-Buddhabrot.

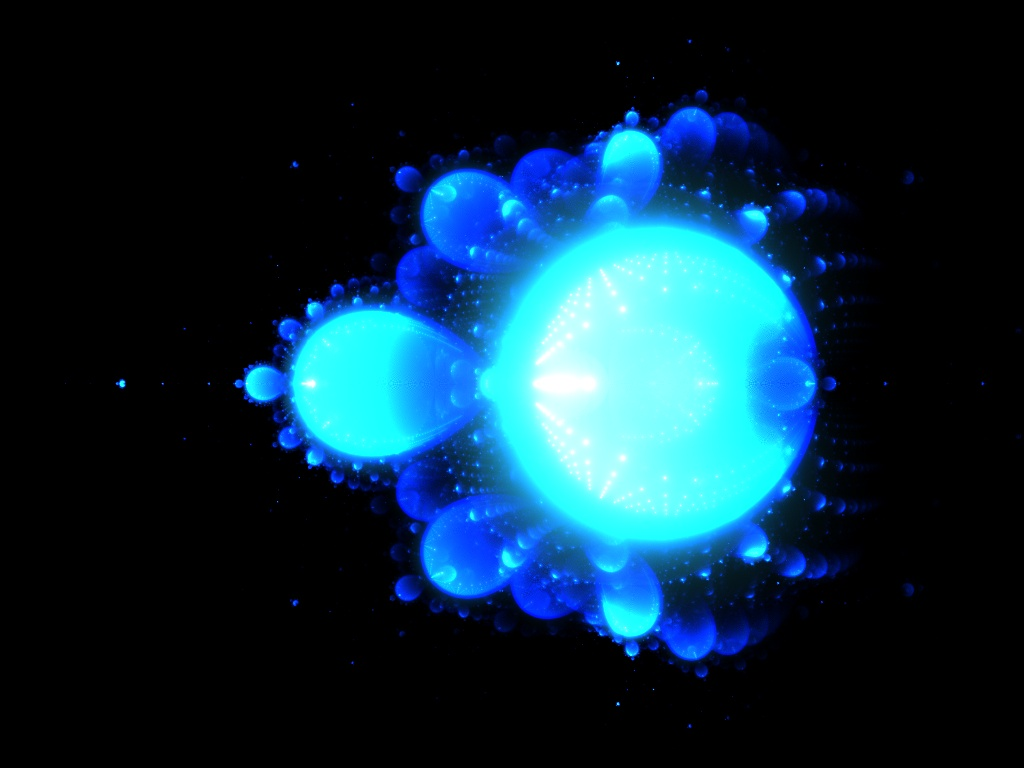
Anti-Buddhabrot